# Haladie
La haladie es una daga de doble filo de la antigua India y Siria, constando de dos hojas curvas, cada una media aproximadamente 21.6 cm de longitud, sujetadas por una sola empuñadura.
El arma era utilizada por los guerreros Rajput, de los clanes de la India, y era tanto punzante como cortante. Algunos haladie tenían púas en un lado del mango al estilo de un plumero, mientras que otros tenían una tercera cuchilla en esta posición. En algunos casos, las cuchillas principales eran dentadas.
Se cree que la haladie es una de las primeras cuchillas de triple filo del mundo.